# Trine Østergaard
Trine Østergaard Jensen, född den 17 oktober 1991 i Galten, Danmark, är en dansk handbollsspelare, som spelar som högersexa.

## Klubbkarriär
Trine Østergaard började spela i Galten FS, men växlade snart till Team Ikast och då hon var 17 år började hon spela för den klubb som nu heter Herning-Ikast som då hette FC Midtjylland Håndbold. Hon stannade i klubben till 2017 och var med och vann tre danska mästerskap och två europeiska cuptitlar innan hon bytte klubb till HC Odense.. 2020 bytte hon klubb till tyska SG BBM Bietigheim. Med SG BBM Bietigheim vann hon Bundesliga 2022 och 2023. Sedan sommaren 2023 spelar hon för rumänska CSM București.

## Landslagskarriär
Landslagsdebuten skedde mot Ryssland den 22 april 2011 och slutade i dansk förlust 21-24. Trine Østergaard lade ett mål i sin debut. Hon blev uttagen i bruttotruppen till EM 2012, men kom inte med i mästerskapet. Året efter 2013 var hon med i truppen under VM 2013. Trots att hon var mästerskapsdebutant var hon den danska spelare som fick mest speltid i mästerskapet. Hon har sedan fram till november 2020 spelat 160 landskamper. I hennes mästerskapsdebut i VM 2013 vann Danmark en bronsmedalj. Det var Östergaards första mästerskapsmedalj. Hon har sedan spelat i EM 2014, 2016, 2018, 2020 och 2022 samt VM 2015, 2017, 2019 och 2021 för Danmark. Hon är alltså ordinarie val på högersex i danska landslaget. 2021 vann hon ännu en bronsmedalj i VM och 2022 vann hon silver i EM.